# سیلویو مارتینلو
سیلویو مارتینلو (ایتالیایی: Silvio Martinello؛ زادهٔ ۱۹ ژانویهٔ ۱۹۶۳) دوچرخه‌سوار اهل ایتالیا است.
وی در مسابقات کشوری و بین‌المللی در مجموع برندهٔ ۶ مدال طلا، ۲ مدال نقره، ۲ مدال برنز شده‌است.